# إيفا زيتربيرغ
إيفا زيتربيرغ (بالسويدية: Eva Zetterberg) (مواليد 1947) هي سياسية سويدية من حزب اليسار السياسي ودبلوماسية. عملت عضوا في البرلمان السويدي من عام 1991 إلى عام 2002.  وعملت في وقت لاحق سفيرة للسويد في نيكاراغوا وتشيلي.  